# Petraliella magna
Petraliella magna is een mosdiertjessoort uit de familie van de Petraliidae. De wetenschappelijke naam van de soort is voor het eerst geldig gepubliceerd in 1852 door d'Orbigny.